# Чернов, Василий Егорович
Василий Егорович Чернов (2 (14) марта 1852, Тифлисская губерния — 9 (22) сентября 1912, Киев) — русский учёный-медик, общественный и политический деятель. Профессор Императорского Киевского университета св. Владимира, действительный статский советник, организатор и первый председатель Киевского клуба русских националистов.

## Биография
Родился в Тифлисской губернии, в семье солдата. Учился в Воронежской гимназии и Императорской медико-хирургической академии, окончил которую в 1874 году, и в этом же году был признан лекарем. С 1877 года состоял на военно-медицинской службе, принимал участие в русско-турецкой войне 1877—1878 годов. В 1880 году уволился из военно-медицинского ведомства, был определен сверхштатным младшим медицинским чиновником при медицинском департаменте Министерства внутренних дел. 21 мая 1883 года Чернов защитил докторскую диссертацию «О всасывании жира взрослыми и детьми во время лихорадочных заболеваний и вне их» (СПб., и на немецком языке в «Virchow’s Arch.», том 89). С 1883 года он служил в Общине сестёр милосердия св. Георгия в Можайском районе Санкт-Петербурга, 1 августа 1884 года уволился из МВД, а в 1886 году был определен исполняющим должность главного врача детской больницы св. Ольги Императорского человеколюбивого общества в Москве, кроме того был утвержден в должности попечителя Усачевско-Черняевского женского училища. В 1887 году переехал в Москву, где был назначен главным врачом больницы св. Ольги, и вскоре стал приват-доцентом Московского университета, где начал преподавать учение о детских болезнях. В 1889 году Чернова назначили экстраординарным профессором на кафедру детских болезней Университета св. Владимира в Киеве.
Чернов активно участвовал в организации медицинского дела в стране. Он был участником Четвёртого съезда Общества русских врачей в Москве, бактериологического съезда в Пятигорске в 1903 году, Первого международного гигиенического конгресса в Нюрнберге в 1904 году. С 1892 года он был директором Киевского Мариинского детского приюта, в 1896 году он был назначен директором Киевского Бактериологического института. Кроме того, он был организатором и директором детской клиники при Александровской больнице в Киеве, а также учредителем педагогического совета Медицинского общества при Высших женских курсах, одним из основателей Общества борьбы с заразными болезнями, организатором женских курсов Общества трудовой помощи интеллигентным женщинам, состоял членом Физико-медицинского общества в Киеве. Чернов был первопроходцем применения антидифтерийной сыворотки А. Д. Павловского в Юго-Западном крае. Он устроил дневной приют для бедного населения в построенном им здании в Киеве на Зверинце, бесплатно отвел площадь для устройства 2-классной школы в своем имении в Верхнячке Уманского уезда. Кроме всего прочего, Чернов являлся директором свекло-сахарного завода «Верхнячка».

## Политическая деятельность
После революционных событий 1905 года Чернов стал активно участвовать в политической деятельности. В 1908 году Василий Чернов совместно с Анатолием Савенко стал организатором и первым председателем Киевского клуба русских националистов. Клуб вскоре стал одной из ведущих организацией консервативного направления в Юго-Западном крае, он собрал национально-ориентированных представителей киевской интеллигенции, духовенства, купечества и других сословий различных политических взглядов. Всех их объединяло стремление охранения национальной идеи русского народа (который тогда включал в себя белорусов, великороссов и малороссов).
15 апреля 1912 года Чернов, ввиду чрезмерной занятости преподавательской деятельностью в Университете вынужден был сложить с себя полномочия председателя Клуба, и новым председателем стал А. И. Савенко.
9 сентября 1912 года Василий Егорович Чернов скончался. Похоронен он был на киевском кладбище «Аскольдова могила». Профессор И. А. Сикорский тогда писал в некрологе:

Наиболее крупной заслугой последних лет жизни почившего было выступление к деятельности в роли председателя Клуба русских националистов в Киеве. Он предпринял решительные националистические шаги, создал движение, объединил работников, вдунул живую душу в тело… Нашёлся человек, который твердою рукою и ясным национальным сознанием осветил горизонты, показал пути, поруководил сомневающимися и нетвердыми и всех объединил для действия. Все увидели, что русский национализм чужд извилистостей и хитростей, чужд коварству, …что это чистый и честный политический психизм — прямодушный и благородный как и его киевский председатель!

## Труды
- О смешанной форме скарлатины и дифтерита. («Клиническая Газета», 1882).
- О язвах и их лечении. (ib., 1882).
- О значении избыточного содержания жира в испражнениях при диспепсиях раннего детского возраста. ("Дневники Пироговского III съезда врачей).
- О лечении эмпиемы у детей. («Медицинское Обозрение», 1889, и «Jahrb. f. Kinderheilk.», том XXXI).
- О рубцевых сужениях пищевода у детей и об их лечении вообще. («Врач», 1892).
- Perityphlitis et Poratyphlitis у детей. («Университетские Известия», 1892).
- К вопросу о домашнем воспитании детей дошкольного возраста. Речь на торжественном акте Университета св. Владимира 17 янв. 1894. Киев, 1894.
- Кисловодск как лечебно-санитарная станция. Киев, 1896.
- Обезображивающее множественное воспаление сочленений (polyarthritis deformans) у детей. («Врач», 1898).
- Головная водянка и серозный менингит. («Детская Медицина», 1900).
- Смертность грудных детей и искусственное вскармливание. («Университетские Известия», 1903).
- Лекции по физиологии питания первого детства. Уход за детьми и воспитание дошкольного возраста. Ч. 1. Киев, 1909.
- Быть ли Западной Руси Польшей или Русью? (Замечания по поводу некоторых изменений, внесенных комиссией Государственной Думы в правительственный законопроект о введении выборного земства в шести западно-русских губерниях). Записка Киевского Клуба русских националистов. Киев, 1910.